# Nyoiseau
Nyoiseau era un comune francese di 1 560 abitanti situato nel dipartimento del Maine e Loira nella regione dei Paesi della Loira. Dal 15 dicembre 2016 è stato integrato nel nuovo comune di Segré-en-Anjou Bleu.

## Storia

### Simboli
Lo stemma di Nyoiseau, utilizzato sugli atti comunali dall'inizio del XX secolo, si blasonava:
Era l'emblema di Marguerite Chaperon, religiosa di Ronceray, morta il 12 marzo 1502, nominata dal Papa, il 25 marzo 1482, badessa di Notre-Dame de Nyoiseau, abbazia fondata nell'1109 dall'eremita Salomon, compagno di Roberto d'Arbrissel.

## Società

### Evoluzione demografica
Abitanti censiti